# Ardèche (rzeka)

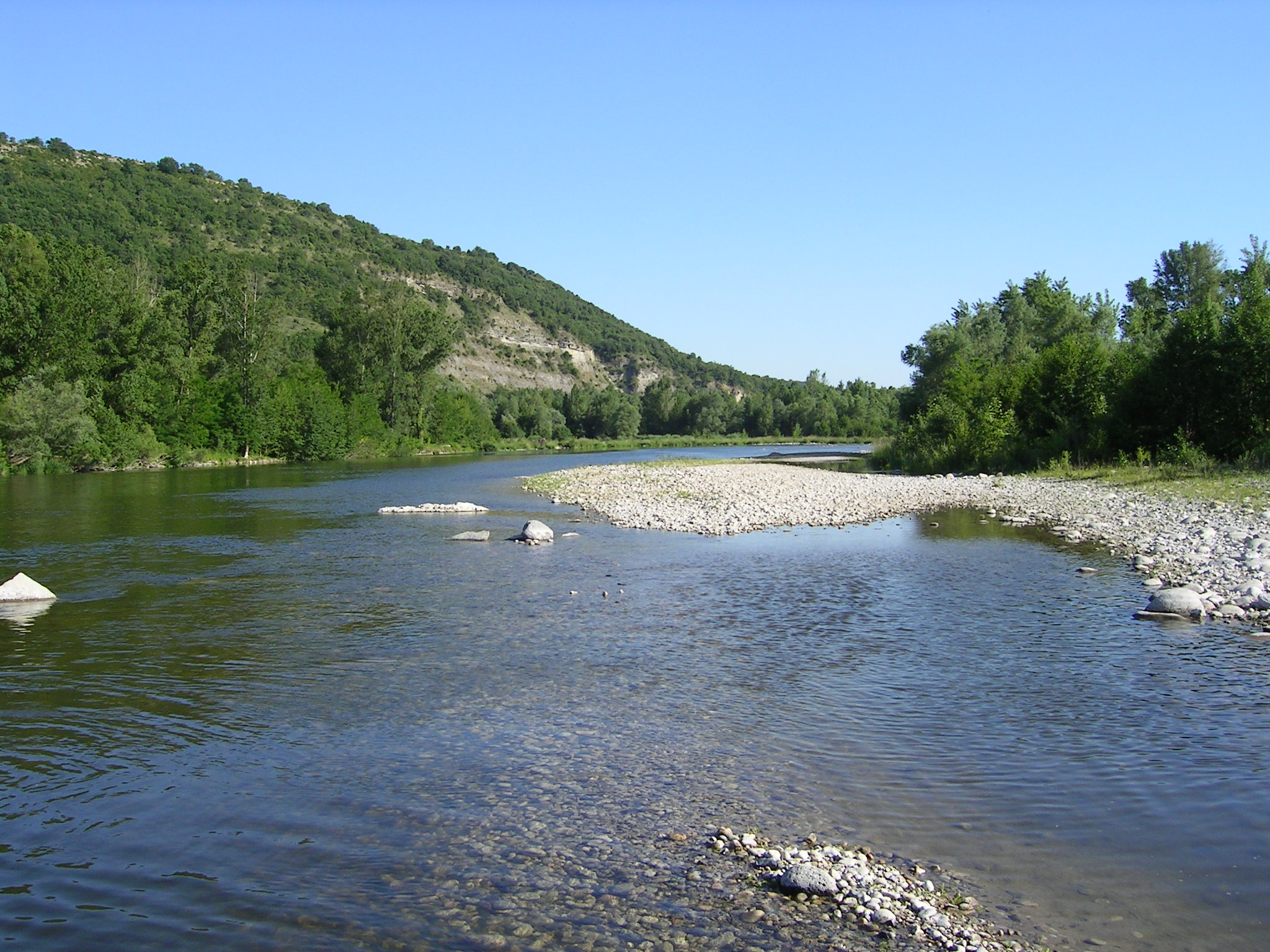
Ardèche w pobliżu Aubenas

Ardèche – rzeka we Francji, przepływająca przez tereny departamentów Ardèche, Lozère oraz Gard, o długości 125,1 km. Stanowi prawy dopływ rzeki Rodanu. 
W pobliżu Vallon-Pont-d’Arc płynie pod naturalnym mostem skalnym Pont d'Arc. Rzeka daje nazwę departamentowi Ardèche.